# ハーバート・ユージーン・アイヴス
ハーバート・ユージーン・アイヴス（英語：Herbert Eugene Ives, 1882年7月21日 - 1953年11月13日）は20世紀前半にAT&Tでファックスやテレビジョンのシステムの開発を指揮した科学者兼エンジニアであった。1938年のアイヴズ＝スティルウェルの実験が最も知られており、その実験では特殊相対性理論の時間の遅れが直接立証されたが、アイヴス自身は特殊相対性理論を受け入れず、代わりに実験結果の別の解釈を主張した。

## 経歴
ペンシルベニア州フィラデルフィアでフレデリック・ユージーン・アイヴスとメリー・オルムステッドの間に1882年7月21日にアイヴスは生まれた。ペンシルベニア大学とジョンズ・ホプキンズ大学で勉強して1908年に卒業した。同じ年にメーベル・ローレンツと結婚して3人の子供を持った。
1920年、航空機部門の幹部が軍によって占められていたころに航空写真についての本を書いた。1924年から1925年までアメリカ光学会の代表を務めた。ベル研究所では電気光学研究の主任を務めた。
父親のフレデリック・ユージーン・アイヴスのようにハーバートもまたカラー写真の専門家だった。1924年には当時の衣装を着たサイレントフィルムの花形だったルドルフ・ヴァレンティノをムッシュ・ボーケールの撮影の中で個別に撮った赤、緑、青の色を使い最初のカラーファックスを送信、再構成した。
1927年には、その時の商務長官だったハーバート・フーヴァーのライブビデオ映像をニュージャージー州ホイッパニーにあるAT&Tの実験施設の3XNを通して送信を行い、メディアの取材者とフーヴァーとの会話をできるようにして、185本の走査線の長距離間テレビジョンの実演がアイヴスによって行われた。1930年までには、(ギリシア語で「画像 - 音声」を意味するikonophoneという) テレビ電話システムが公認された上で使用実験が行われていた。1930年代のベル研究所の大きなニューヨークの研究施設では、アイヴス博士と200人以上の科学者によるチームによって研究開発に何年も費やされていた。長距離通信とエンターテインメント放送の両方を目的として、ベル研究所ではテレビ電話やテレビジョンの開発を予定していた。
アイヴスの退任から長い年月が経ってからも、ベル研究所では音声と映像を組み合わせた電話の研究を続けるために5億ドルを超える予算が投じられ、最終的にAT&Tによる先進的なピクチャーフォンの展開につながった。
父親と同じように、アイヴスはオートステレオスコピー (Autostereoscopy) による3D画像表示に興味があった。1920年代後半から1930年代前半のベル研究所の在任中には、「parallax panoramagrams」と名付けた3D画像の作成手法（今では、レンチキュラーを使った3Dのハガキや1960年代半ば以降に一般的になったノベルティによってよく知られている。）とその装置の開発に取り組んだ。Journal of the Optical Society of Americaにおいてこの分野の成果に関したいくつかの記事が載せられ、発明に関した数多くの特許が認められた。
ヘンドリック・ローレンツの哲学にならい、論理的な議論と実験によって相対論的効果の物理的な実在性を実演しようとした。特殊相対性理論の時間の遅れが直接立証されたアイヴズ＝スティルウェルの実験を行ったことで一番知られている。しかしアイヴス自身は実験はエーテルの存在の立証であり、また間違った考えに基づき、当然相対性理論への反証であるとも考えた。科学コミュニティが実験に対して自身の予想とは反対の解釈をしたことにアイヴスは落ちこんだ。
この後、アイヴスは相対性理論について取り組み、一連の記事を公表した。その中で単一の座標系の観点（相対性理論への反証になると誤って考えていた。）で相対性理論の現象を説明した。著名な物理学者のハワード・ロバートソンによってアイヴスの伝記の中でアイヴスの特殊相対性理論に対する態度についての次に示す概要が寄稿されており、この研究に対する矛盾した様相について解説がなされている。

"Ives' work in the basic optical field presents a rather curious anomaly, for although he considered that it disproved the special theory of relativity, the fact is that his experimental work offers one of the most valuable supports for this theory, and his numerous theoretical investigations are quite consistent with it ... his deductions were in fact valid, but his conclusions were only superficially in contradiction with the relativity theory—their intricacy and formidable appearance were due entirely to Ives' insistence on maintaining an aether framework and mode of expression. I ... was never able to convince him that since what he had was in fact indistinguishable in its predictions from the relativity theory within the domain of physics, it was in fact the same theory..."

「アイヴスは実験の研究成果は相対性理論の反証になると考えたのに対し、実際は相対性理論の最も重要な根拠の1つになったように、彼の数多くの理論的な研究は相対性理論とまったく矛盾せず、基礎光学分野におけるアイヴスの研究はなかなか奇妙で変則的なことになっています。[...]推論は確かに正しかったのですが、アイヴスの結論と相対性理論とはただ表面上は反しているだけでした。彼の出した結論が複雑で手に負えないように見えるのは、完全にエーテルの枠組みや表現法の維持をしようとしたことによるものでした。[...]物理学の領域においては、確かにアイヴスによる理論の予測上は相対性理論と区別できなかったため、アイヴスを説得することはできませんでした。実際には同じ理論だったのです。[...]」

アイヴスは熱心なコインの収集家でもあり、1942年から1946年までアメリカ貨幣協会の代表を務めた。
ニュージャージー州アッパーモントクレアで1953年11月13日にアイヴスは亡くなった。

## 表彰と名誉
- フランクリン協会（英語版）から1907年、1915年、1919年の3回エドワード・ロングストレス・メダル（英語版）を受け取った[22]。
- アメリカ光学会からフレデリック・アイヴズメダルを1937年に授与された[23][24]。
- 灯火管制と光通信システムに関した戦争中の研究でハリー・S・トルーマン大統領から有功章（英語版）を授与された[25]。